# پردازش تحلیلی برخط
پردازش تحلیلی برخط شناخت روش‌های گردآوری، دسته‌بندی و ارائه کلان داده‌ها به صورت سریع و کاربرپسند است تا تصمیم‌گیری‌های (معمولاً) مدیریتی براساس این حجم عظیم اطلاعات برای کاربران آسان‌تر شود.
شرکت‌های نرم‌افزاری و فناوری اطلاعات امروزه مشغول ایجاد نرم‌افزارهایی هستند تا کارمندان شرکت‌های بزرگ را در بررسی مقادیر عظیم اطلاعات این شرکت‌ها که معمولاً جنبه‌‌ها (بعدها)ی گوناگونی را نیز شامل می‌شوند (مثلاً اطلاعات اقتصادی شرکت، فعالیت‌های شرکت‌های رقیب و ...) یاری کنند. این حمایت‌ها معمولاً مواردی چون ایجاد صفحه‌های گسترده در محیطهای گرافیکی چندبعدی، تهیه انواع گراف‌ها، نمودارها و ... را شامل می‌شود. این‌گونه نرم‌افزارها امکان دسترسی سریع، کاربرپسند و انعطاف‌پذیر به اطلاعات را فراهم می‌کنند.

## انواع
سه معماری عمده برای «پردازش تحلیلی آن‌لاین» وجود دارد:

### پردازش تحلیلی آن‌لاین چندبعدی
پردازش تحلیلی آن‌لاین چندبعدی، از یک پایگاه داده چندبعدی برای تحلیل‌ها استفاده می‌کند. در این روش اطلاعات به صورت سه‌بعدی دسته‌بندی می‌شوند. شکل چندبعدی در مورد اطلاعات با حجم کم‌تر (حداکثر ۵ گیگابایت) مناسب‌تر است و معمولاً برای تحلیل‌ها به فضای کم‌تری نیاز دارد.

### پردازش تحلیلی آن‌لاین رابطه‌ای
پردازش تحلیلی آن‌لاین رابطه‌ای، مستقیما با تحلیل پایگاه‌های داده رابطه‌ای سروکار دارد. شکل چندبعدی تحلیل برخط، تنها وقتی تعداد بعدها (جنبه‌های تحلیل) کمتر از ده باشد خوب عمل می‌کند، درحالی‌که در شکل رابطه‌ای امکان تحلیل هنگامی‌ که تعداد بعدها بسیار زیاد باشد نیز وجود دارد.